# Щоденне президентське резюме

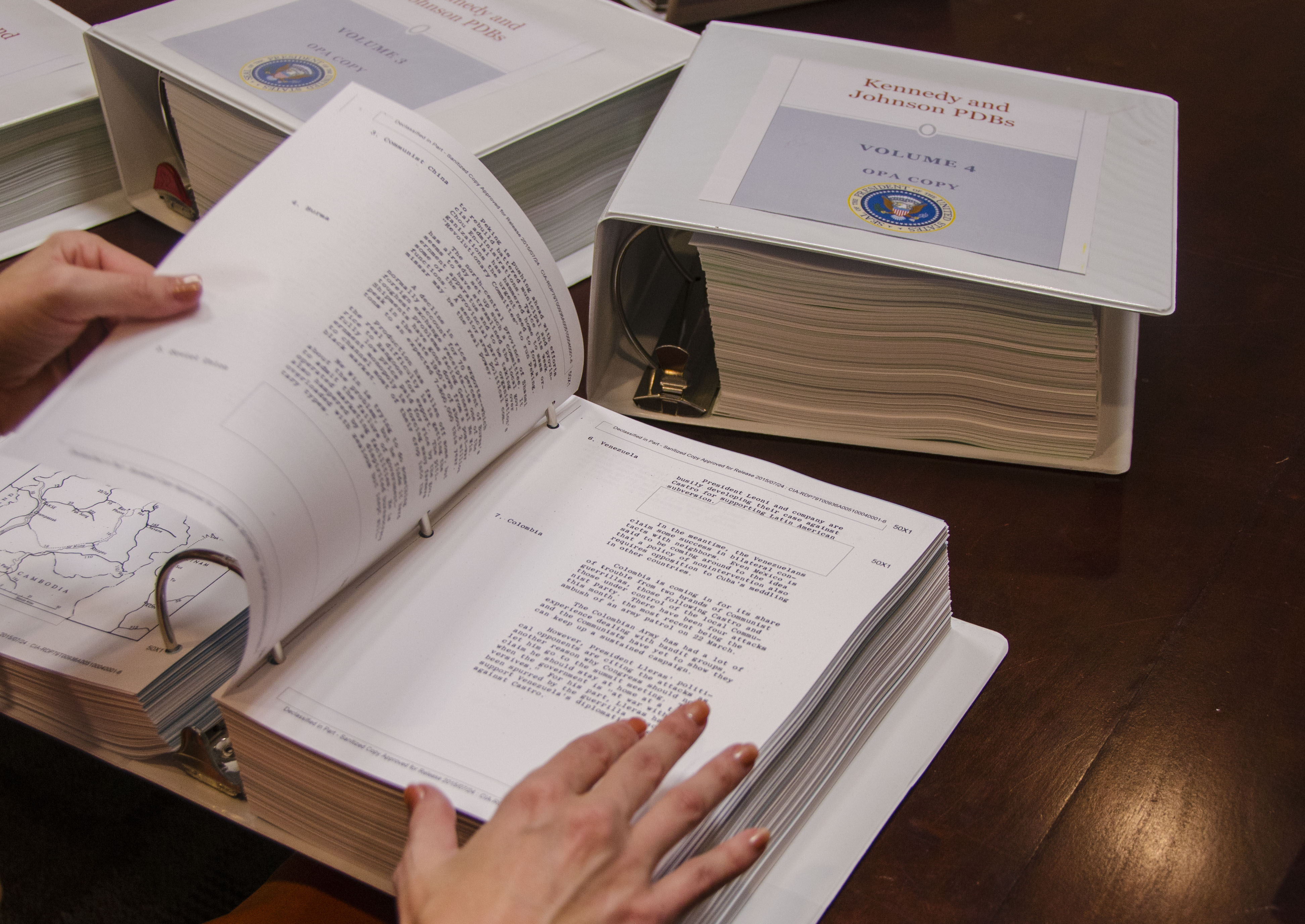
Президентське резюме 1960-их років

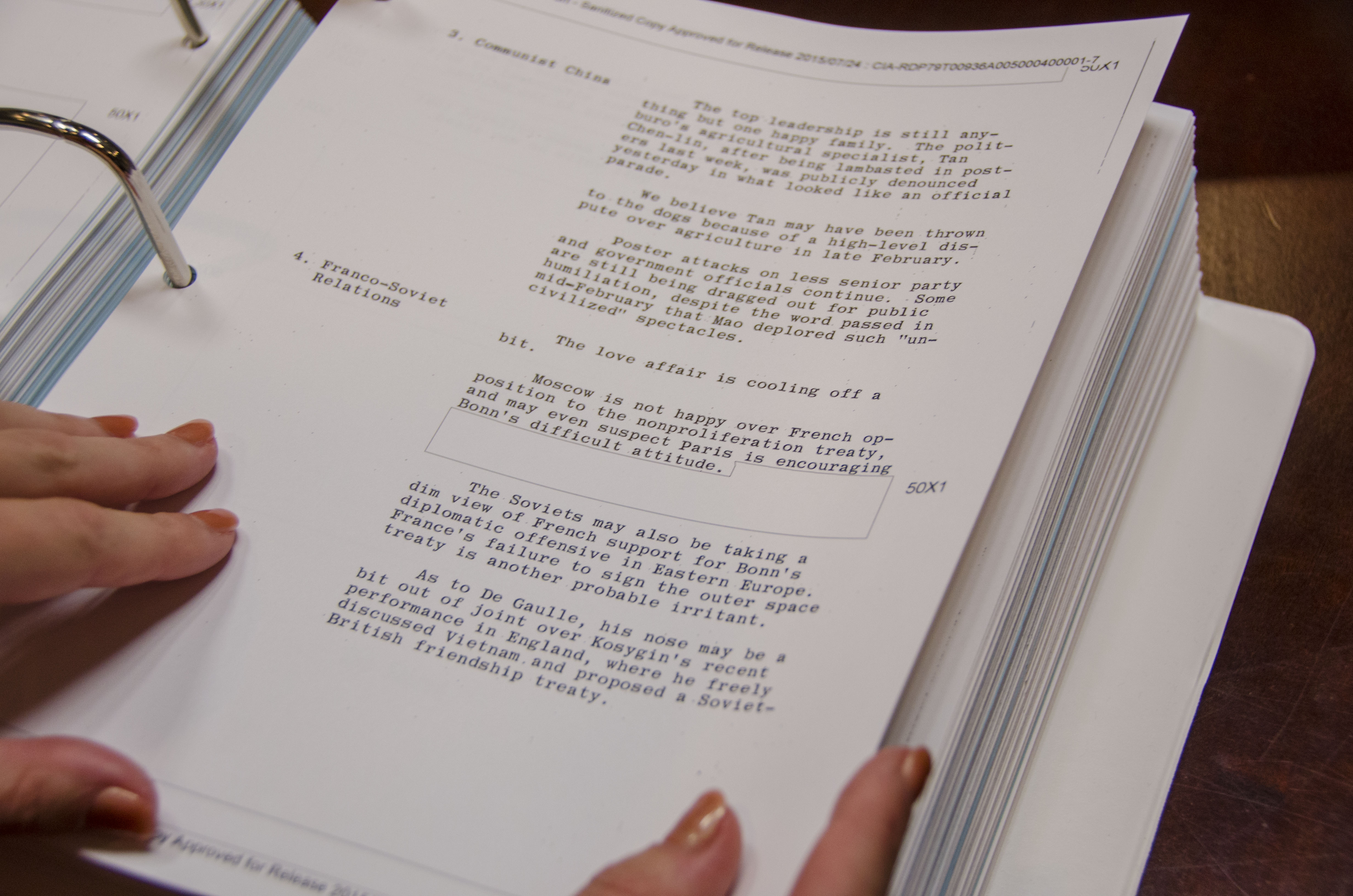

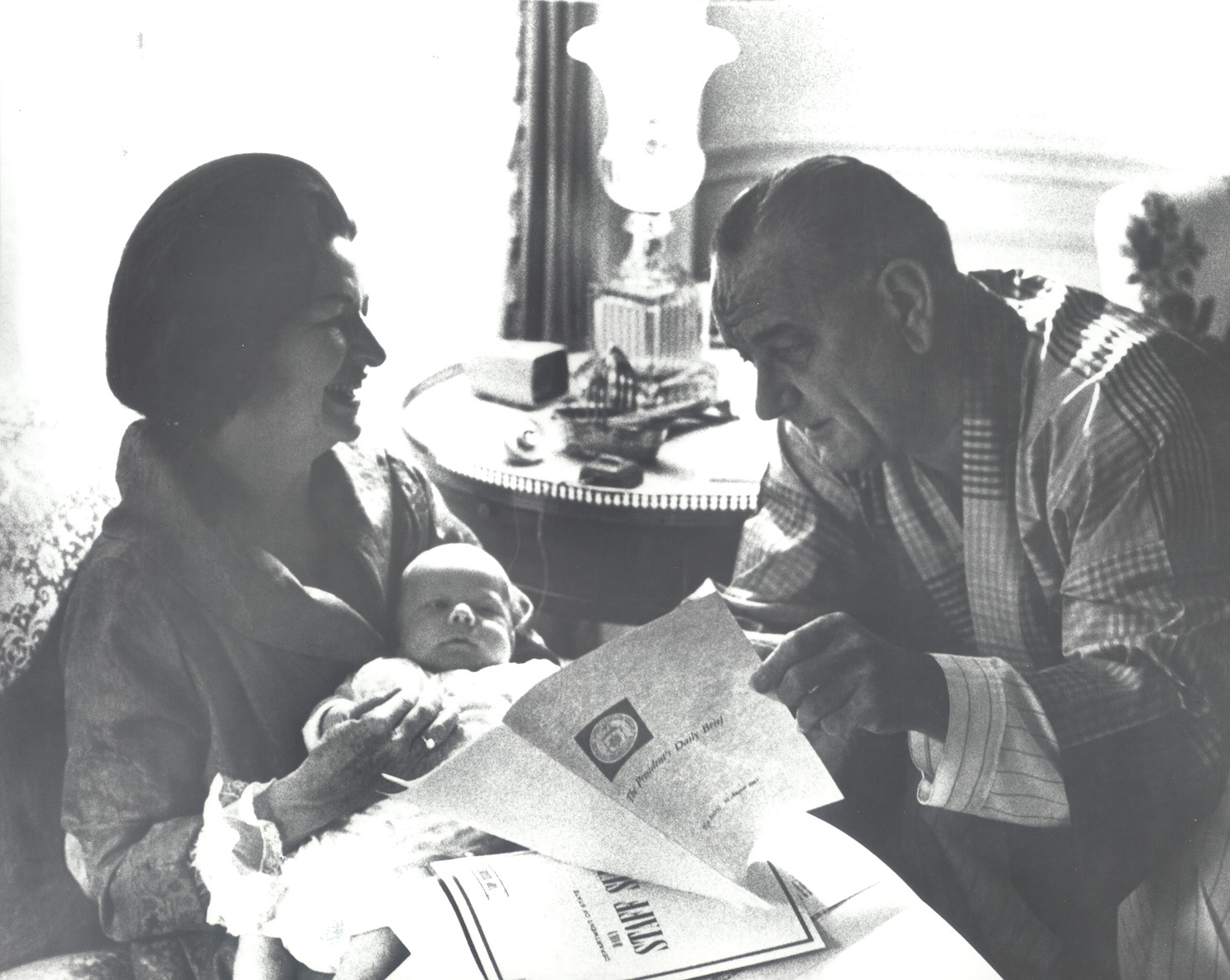
Ліндон Джонсон ознайомлюється з резюме

Щоденне президентське резюме (англ. President's Daily Brief, PDB, також зустрічаються назви President's Daily Briefing, President's Daily Bulletin) — секретний документ, який щоранку надається президенту США директором Національної розвідки. Резюме призначене для ознайомлення голови країни з точними, своєчасними та об'єктивними розвідувальними даними щодо значущих для інтересів США міжнародних подій. Щоденне президентське резюме зазвичай містить від 10 до 15 сторінок (за іншими даними: 4 сторінки або 12-30 сторінок) і подається президенту США в шкіряній палітурці.

## Історія
Перший документ такого роду під назвою «Контрольний список президента» був підготовлений співробітником ЦРУ Річардом Леманом для тодішнього очільника країни Джона Кеннеді 17 червня 1961 року. Документ подавав інформацію у вигляді списку з короткими секціями. Спочатку до нього мав доступ винятково президент, але потім дозвіл на ознайомлення поширили й для міністра оборони й голови Об'єднаного комітету начальників штабів. Кеннеді зазвичай самостійно ознайомлювався з резюме, і тільки у випадку потреби проводив додаткову консультацію з радниками й оточенням.
Підготовка PDB була, як правило, винятковою прерогативою ЦРУ при залученні даних від інших членів розвідувальної спільноти США. Однак, зі створенням посади Директора Національної розвідки у 2005 році, обов'язок щодо підготовки PDB перейшов до нього, для чого в структурі Управління була введена спеціальна посада — помічник по щоденному президентському резюме заступника Директора Національної розвідки з аналізу. Згідно з чинною в США системою класифікації секретної інформації, PDB належать до документів категорії «цілком таємно», категорія 1.4 (с).
Політична значущість щоденного президентського резюме настільки велика, що у 2000 році директор ЦРУ Джордж Тенет спільно з Національним управлінням архівів і документації зайняв позицію, що жодне з PDB не підлягає публікації незалежно від того, наскільки давнім або історично вагомим воно є. Арі Флейшер, колишній прес-секретар Білого дому, на брифінгу від 21 травня 2002 заявив, що PDB є найбільш «чутливим» секретним документом в уряді США.

## Резюме про теракти 11 вересня

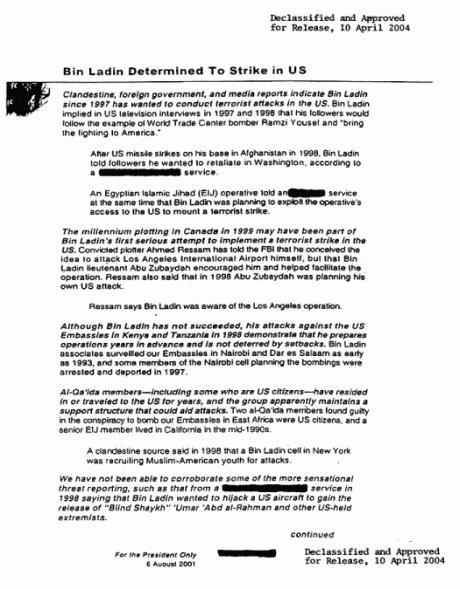

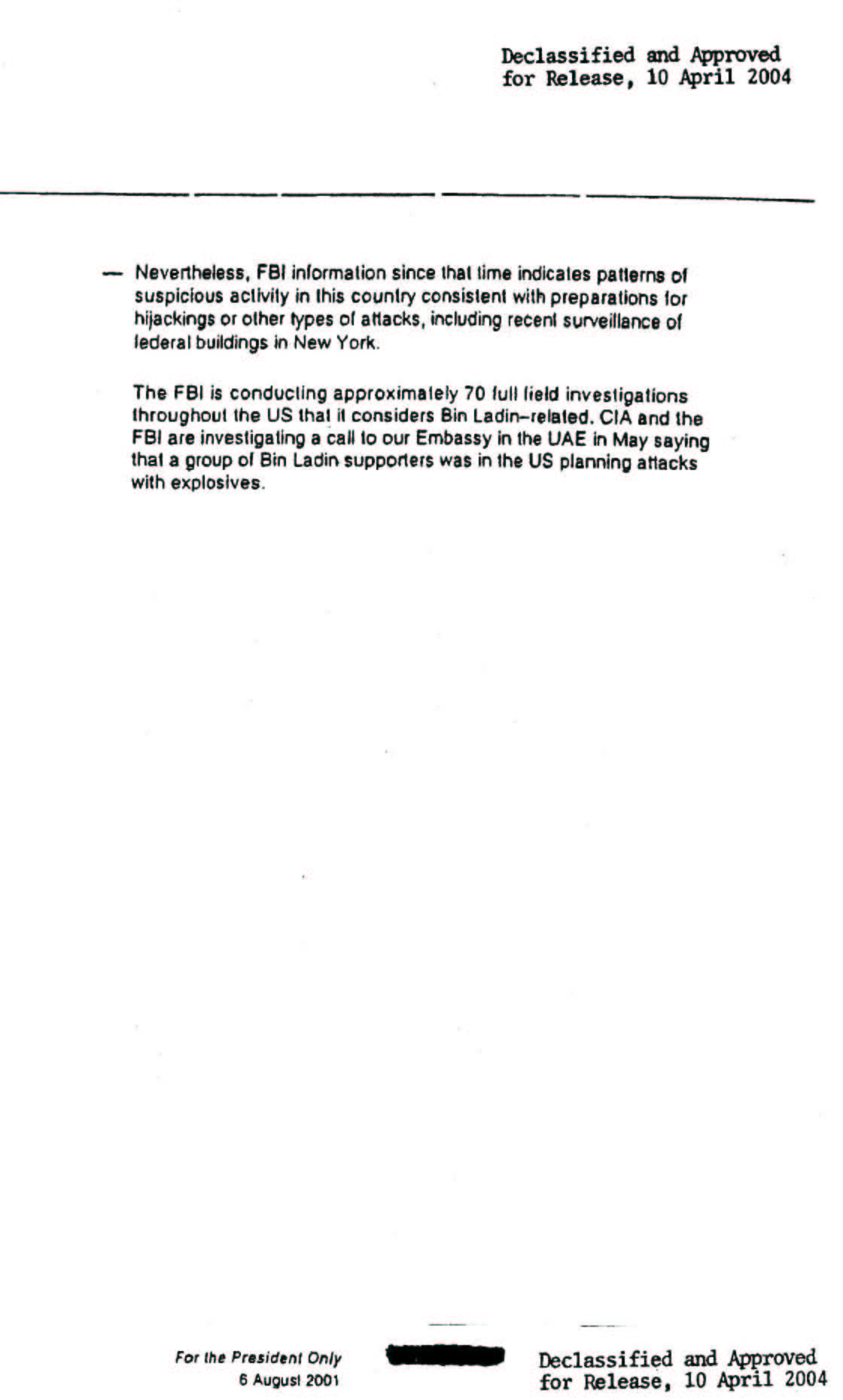
Щоденне президентське резюме від 6 серпня 2001

8 квітня 2004 року, в перебігу роботи Комісії щодо розслідуванню терактів 11 вересня 2001 було заслухано свідчення тодішнього радника з національної безпеки Кондолізи Райс. На основі її прохання Комісія закликала розсекретити президентське резюме від 6 серпня 2001, назване «Бен Ладен має намір атакувати США» (англ. Bin Ladin Determined To Strike in US). Двома днями потому Білий дім опублікував цей документ з мінімальними редакційними правками:
|  |  | Розсекречено і затверджено для оприлюднення, 10 квітня 2004 |

| Винятково для президента 6 серпня 2001 | [---------] | Розсекречено і затверджено для оприлюднення, 10 квітня 2004 |